# Якщо подорожній одної зимової ночі
«Якщо подорожній одної зимової ночі» (італ. Se una notte d'inverno un viaggiatore) — один із найвідоміших романів італійського письменника Італо Кальвіно, опублікований 1979 року. Книжка оповідає про Читача, який намагається прочитати однойменний роман «Якщо подорожній одної зимової ночі» Італо Кальвіно. Так виникає своєрідне обрамлення історії, роман в романі. Книжка Італо Кальвіно мала чималий успіх в Італії та закордоном, особливо в США, де одразу була оцінена як постмодерністський роман.

## Сюжет
Історія починається з того, що Читач купує в книжковому магазині новий роман Італо Кальвіно, який уже кілька років нічого не публікував. Роман називається «Якщо подорожній одної зимової ночі». Однак, захопившись книжкою, Читач раптом виявляє, що після 32-ї сторінки іде 17-та. Обурений, він іде зранку до книгарні, де виявляється, що це не єдиний такий примірник. Продавець книгарні отримав такого листа від видавництва: «Під час розповсюдження останніх новинок нашого каталогу виявилося, що частина тиражу книжки “Якщо подорожній одної зимової ночі” Італо Кальвіно бракована і повинна бути вилучена з обігу. Через недогляд брошурувальників віддруковані аркуші згаданого роману були перемішані з аркушами іншого видання, польського роману “Недалеко від хутора Мальборк” Таціо Базакбаля. Видавництво просить вибачення за прикрий недогляд і зробить усе можливе, щоб замінити браковані примірники в якомога коротший термін». Продавець пропонує замінити бракований примірник, однак Читача значно більше цікавить роман поляка Базакбаля. Так Читач знайомиться з Читачкою, з якою трапилася така ж пригода.
Однак примірник роману «Недалеко від хутора Мальборк» також виявляється бракованим. Подальший сюжет є описом спроб Читача і Читачки нарешті знайти закінчення книжок, однак їм щоразу потрапляються нові і нові романи.

## Структура
Роман складається з 12 розділів, один із яких, VIII, є щоденником письменника Сайласа Фленнері. Кожен розділ своєю чергою складається з двох частин: перша частина звертається до читача на «ти» і описує, як Читач і Читачка намагаються віднайти наступний розділ роману; друга частина, власне, є тим продовженням роману «Якщо подорожній одної зимової ночі», який вони намагаються дочитати. Оповідачем в обох частинах виступає чоловік.
Важливим елементом структури книжки є уривки романів вгаданих (за винятком першого) письменників. Загалом таких романів в романі десять:
1. «Якщо подорожній одної зимової ночі» Італо Кальвіно
2. «Неподалік від хутора Мальборк» Таціо Базакбаля
3. «Схилившись над краєм урвища» Укко Ахті
4. «Не боячись ні висоти, ні запаморочення» Вортіса Вільянді
5. «Дивиться вниз, де згущається темрява» Бертрана Вандервельде
6. «У мереживі перехрещених ліній» Сайласа Фленнері
7. «У мереживі переплетених ліній» Сайласа Фленнері
8. «На килимі з листя, залитому світлом місяця» Такакумі Ікоки
9. «Коло розверзлої ями» Калісто Бандери
10. «Що за історія знайшла тут кінець?» Анатолія Анатоліна

Усі десять назв є початком десяти різних книжок, що водночас складаються в початок нового роману: «Якщо подорожній одної зимової ночі, неподалік від хутора Мальборк, схилившись над краєм урвища, не боячись ні висоти, ні запаморочення, дивиться вниз, де згущається темрява, в мереживі перехрещених ліній, в мереживі переплетених ліній, на килимі з листя, залитому світлом місяця, коло розверзлої ями, що за історія знайшла тут кінець? — питає він і з нетерпінням чекає на відповідь».
Книжка закінчується словами: «Хвильку ще, хвилечку. Я саме дочитую роман Італо Кальвіно. Називається: "Якщо подорожній одної зимової ночі"».

## Персонажі
Читач — головний герой.
Людмила, або Читачка — головна героїня, яка полюбляє читати.
Лотарія — сестра Людмили, яка має теоретичний погляд на книжки.
Гермес Марана — перекладач та літературний містифікатор.
Сайлас Фленнері — ірландський письменник.

## Український переклад
- Італо Кальвіно. Якщо подорожній одної зимової ночі : роман / І. Кальвіно; пер. з італійської Р. Скакун // Всесвіт = Vsesvit — Review Of World Literature : Журнал іноземної літератури. Незалежний літературно-мистецький та громадсько-політичний місячник. — 2010. — N 3/4. — С. 21-179 . — ISSN 0320-8370.
- Італо Кальвіно. Якщо подорожній одної зимової ночі : роман / І. Кальвіно; пер. з італійської Р. Скакун. — Львів : Видавництво Старого Лева, 2018. — 304 с. — ISBN 978-617-679-498-1 (перевидання)[4].